# کاراکارای تاجدار شمالی
کاراکارای تاجدار شمالی (نام علمی: Caracara cheriway) نام یک گونه از تیره شاهینیان است. این گونه شباهت‌های زیادی با کاراکاری تاجدار جنوبی دارد. این گونه اغلب مردار خوار است. دامنه پراکنش این گونه در کوبا، شمال آمریکای جنوبی جنوب تا شمال پرو و شمال حوضه آمازون در برزیل و آمریکای مرکزی و مکزیک است. این پرنده در ایالات متحده آمریکا فقط در قسمت‌هایی از جنوب‌شرقی آن حضور دارد. کاراکارای تاجدار شمالی دارای بدنی است به طول ۴۹ تا ۵۸ سانتی‌متر با بال‌هایی به طول ۱۰۷ تا ۱۳۰ سانتی‌متر و وزنی در حدود ۸۰۰ تا ۱٬۳۵۵ گرم. وزن ماده‌های این گونه کمی کمتر و در حدود ۲٬۰۰ گرم است. کاراکارای تاجدار شمالی اغلب از گوشت مردار تغذیه می‌نماید اما قادر است که حیواناتی همچون پستانداران کوچک، دوزیستان، خزندگان، ماهی‌ها، خرچنگ‌ها حشرات، لاروشان، کرم خاکی، حلزون صدف دار و پرندگان جوان را نیز شکار کند.